# Eparchia di Budimlja e Nikšić
L'eparchia di Budimlja e Nikšić (in serbo e montenegrino: Епархија будимљанско-никшићка/Eparhija budimljansko-nikšićka) è un'eparchia (diocesi) della Chiesa ortodossa serba che si estende sulla parte settentrionale del Montenegro, con sede nel monastero Đurđevi Stupovi di Berane. L'eparchia è attualmente retta dal vescovo Metodije Ostojić.

## Storia

### Eparchia di Budimlja
Nel 1219 San Sava fu consacrato primo arcivescovo dei serbo-ortodossi dal patriarca di Costantinopoli Manuele I, sancendo l'autocefalia della Chiesa ortodossa serba. Al contempo la regione di Budimlja e della valle del Lim (in serbo-croato Полимље, Polimlje) fu scorporata dall'antica eparchia della Rascia per creare la nuova eparchia di Budimlja, incentrata sul monastero Đurđevi Stupovi, fondato pochi anni prima da Stefan Prvoslav, cugino di Sava. Nel 1346, l'arcidiocesi serba fu innalzata al rango di patriarcato. Nella stessa occasione l'eparchia di Budimlja fu elevata al rango (onorario) di metropolia.
Alla metà del XV secolo, durante l'invasione e conquista ottomana, varie diocesi serbe, tra cui quella di Budimlja furono completamente devastate. Quando il patriarcato serbo fu ricostituito nel 1557 dal patriarca Makarije Sokolović, l'eparchia di Budimlja passò sotto la sua diretta giurisdizione. Durante la guerra austro-turca (1683-1699) le relazioni tra le autorità ottomane e i loro sudditi serbo-ortodossi si deteriorarono ulteriormente. Infatti, in conseguenza dell'oppressione turca dei cristiani e della distruzione delle loro chiese e monasteri, i Serbi si schierarono con gli austriaci contro gli ottomani, guidati dal patriarca Arsenije III Crnojević e poi dal suo successore Arsenije IV Jovanović Šakabenta. Al termine del conflitto, l'esercito ottomano condusse una sistematica campagna punitiva contro le popolazioni cristiane nelle regioni serbo-ortodosse dei Balcani, inclusa la valle del Lim; a seguito delle atrocità turche, moltissimi Serbi lasciarono la regione durante le grandi migrazioni serbe. Alla metà del XVIII secolo, l'eparchia di Budimlja, ormai da decenni vacante e retta in modo provvisorio dai vicini vescovi di Rascia e già in parte smembrata, fu definitivamente abolita e il suo territorio fu incorporato dalle eparchie circostanti.

### Metropolia dell'Erzegovina Orientale

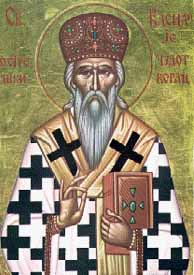
San Basilio di Ostrog, uno dei vescovi dell'Erzegovina Orientale

All'inizio del XVII secolo, la vicina eparchia della Zaclumia si era allargata anche sulla parte occidentale dei territori dell'ormai decadente sede di Budimlja. Per questo motivo si decise di scorporarne la metà orientale per creare la nuova metropolia dell'Erzegovina Orientale, che ebbe la sua sede prima a Bijelo Polje e poi a Nikšić. Le due diocesi mantennero stretti legami tra loro e capitò quindi spesso che i vescovi passassero da una sede all'altra o persino reggessero entrambe le eparchie contemporaneamente, cosa che comporta un certo grado di difficoltà e confusione per la stesura delle cronotassi vescovili. L'Erzegovina Orientale rimase autonoma fino all'episcopato di Aksentije Jovanović Palikuća, nella prima metà del XVIII secolo, quando fu nuovamente unita alla Zaclumia.

### Eparchia della Zaclumia e della Rascia
Nel 1878 il Principato del Montenegro sottrasse diversi territori all'impero ottomano, tra cui molte zone precedentemente parte dell'eparchia della Zaclumia con sede a Mostar. Il principe Nicola I decise di non accorpare queste nuove terre alla metropolia del Montenegro, ma di stabilirvi una nuova diocesi, chiamata eparchia della Zaclumia e della Rascia, con sede prima nel monastero di Ostrog e poi a Nikšić. Questa nuova eparchia includeva molti dei territori che erano stati della precedente eparchia di Budimlja. Nel 1913, in seguito a un'ulteriore espansione dello Stato montenegrino, la parte orientale dell'eparchia fu scorporata per creare una nuova diocesi con sede a Peć. L'eparchia continuò a esistere fino al 1931, quando a seguito dell'unione tra le Chiese ortodosse montenegrina e serba tutte le eparchie sul territorio del Montenegro furono inglobate dalla metropolia del Montenegro e del Litorale.

### Eparchia di Budimlja e della Polimlje
Dopo l'abolizione dell'eparchia di Nikšić, il titolo di "vescovo di Budimlja" fu recuperato dai vescovi ausiliari della metropolia del Montenegro. L'eparchia di Budimlja rimase una sede titolare fino al maggio 1947, quando fu ristabilita con il nome di eparchia di Budimlja e della Polimlje. Makarije Đorđević ne fu nominato vescovo, ma dopo la sua morte nel 1955 l'eparchia fu nuovamente abolita e trasformata in sede titolare per gli ausiliari del Montenegro.

### Eparchia di Budimlja e Nikšić
Nel maggio 2001, la Santa Assemblea dei vescovi della Chiesa ortodossa serba decretò la creazione dell'eparchia di Budimlja e Nikšić, ricavata dallo scorporamento dei territori settentrionali della metropolia del Montenegro. La nuova diocesi, che copriva grosso modo la stessa area della precedente eparchia di Zaclumia e Rascia, assunse la doppia denominazione per porsi in continuità con le due precedenti eparchie esistite sul territorio, istituendo al contempo due sedi ufficiali: una presso il monastero Đurđevi Stupovi di Berane (quella principale) e una presso la cattedrale di San Basilio di Ostrog di Nikšić (quella secondaria).

## Territorio
L'eparchia di Budimlja e Nikšić copre dodici comuni del Montenegro: Andrijevica, Berane, Bijelo Polje, Žabljak, Mojkovac, Nikšić, Petnjica, Plav, Gusinje, Plužine, Rožaje e Šavnik. Il suo territorio è suddiviso in tre vicariati: il vicariato di Nikšić (15 parrocchie), il vicariato di Berane-Andrijevica (8 parrocchie) e il vicariato di Bijelo Polje (10 parrocchie).

## Cronotassi dei vescovi

Visarion Ljubiša

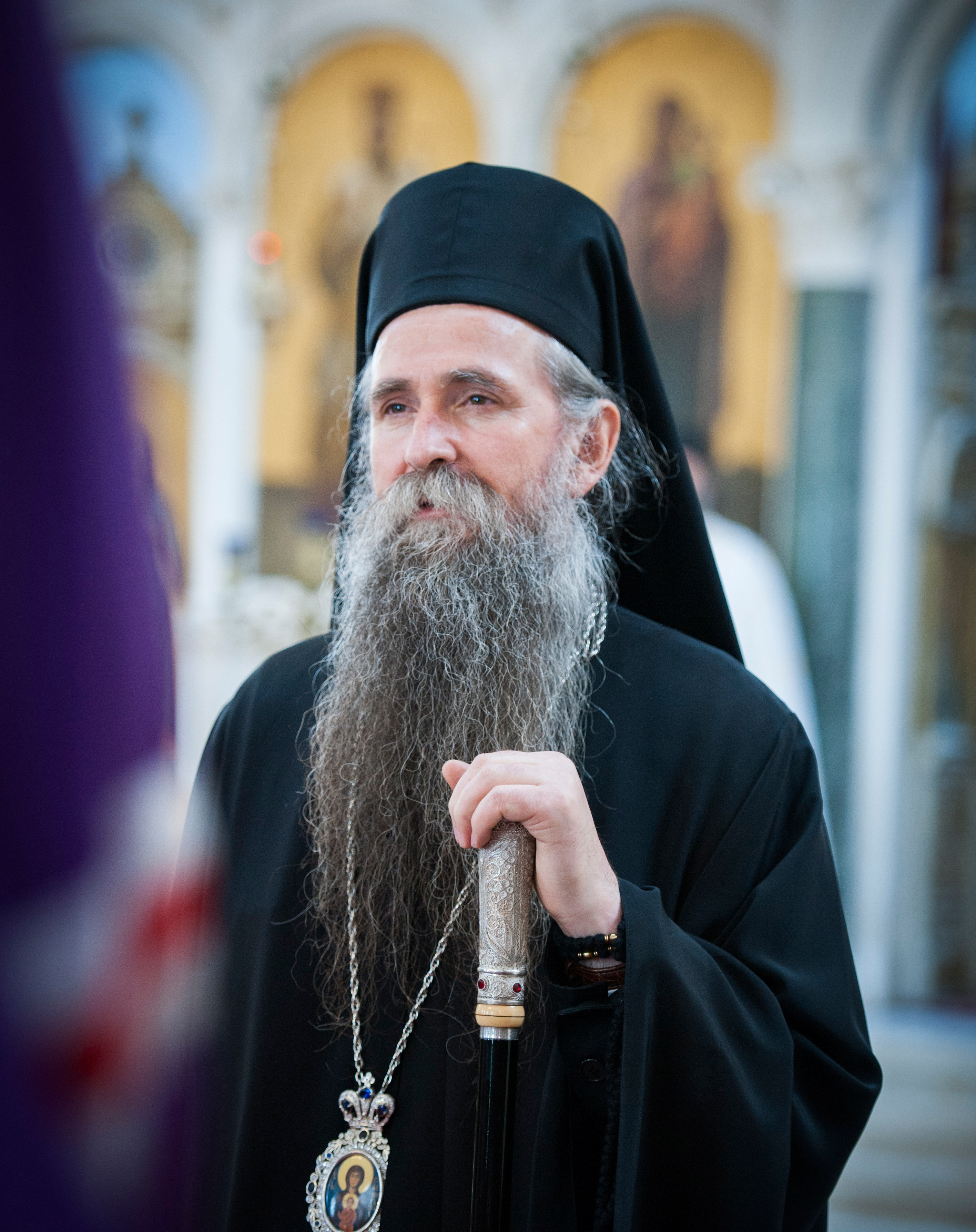
Joanikije Mićović

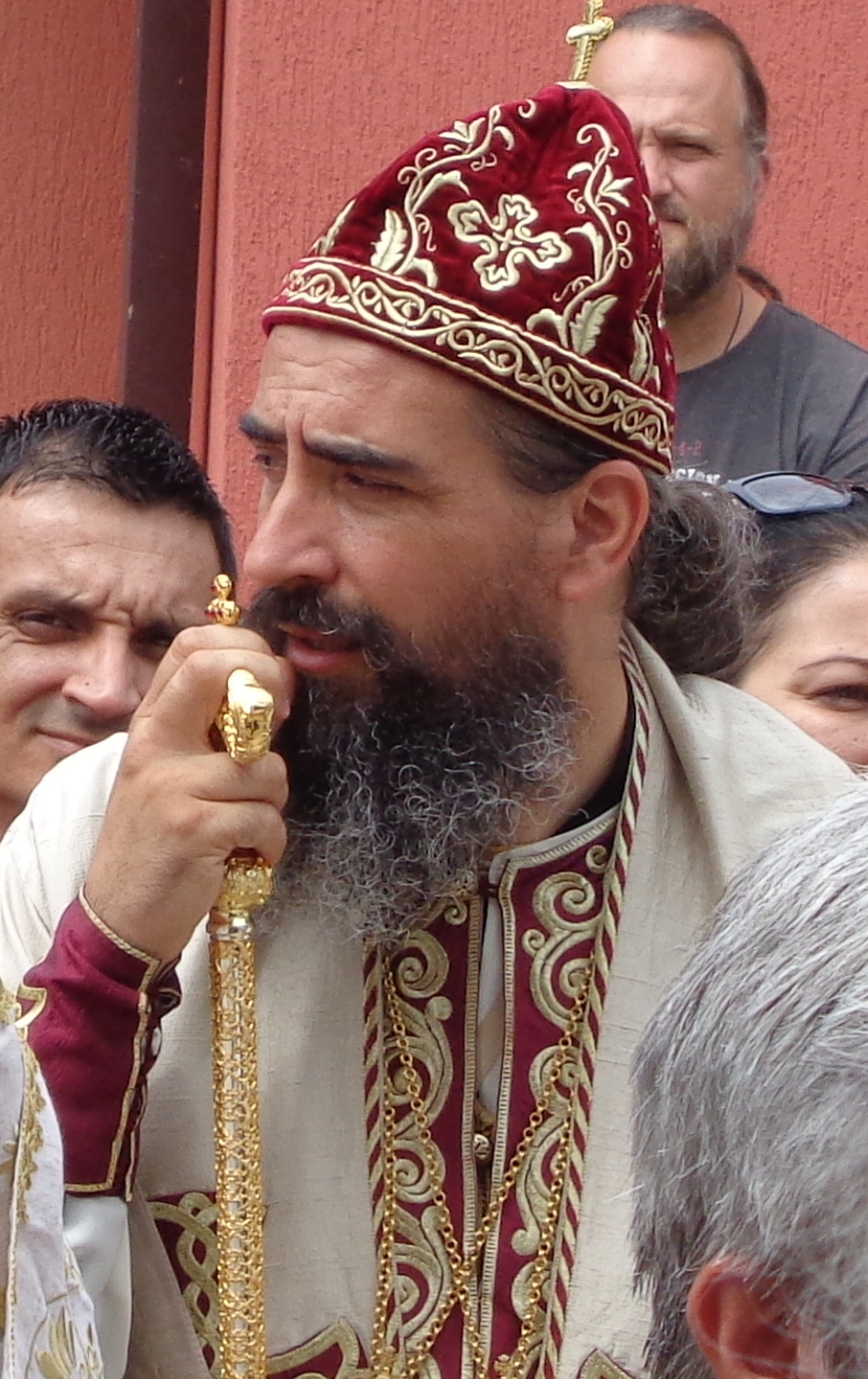
Metodije Ostojić, attuale vescovo

### Vescovi e metropoliti di Budimlja
- Jakob † (1215 - ?)
- Anonimo †
- Teofil I † (ante 1251 - post 1252)
- Spiridon ? †
- German ? †
- Vasilije † (fl. 1532)
- Matej † (fl. 1552)
  - Makarije Sokolović † (1557) (amministratore diocesano)
- Genadije † (fl. 1559)
- Makarije I ? †
- Makarije II ? †
- Sava ? †
- Gerasim † (fl. 1573)
- Grigorije ? †
- Teofil II ? †
- Paisije Kolašinović † (ante 1639 - 1653 deceduto)
  - eparchia retta dai vescovi della Rascia

### Metropoliti dell'Erzegovina Orientale
- Longin † (1615 - 1643)
- Maksim ? †
- Pajsije † (? - 1650 deceduto)
- San Basilio di Ostrog †
- Simeon Ljubibratić (1671 - 1681)
- Savatije Ljubibratić (1682 - 1716)
- Gerasim Popović † (1716 - 1717)
- Simeon Zotović ? †
- Melentije ? †
- Arsenije ? †
- Aksentije Jovanović Palikuća † (1736 - 1739)

### Vescovi della Zaclumia e della Rascia
- Visarion Ljubiša † (1878 - 1882 nominato metropolita del Montenegro)
  - Visarion Ljubiša † (1882 - 1884) (amministratore diocesano)
  - Mitrofan Ban † (1884 - 1909) (amministratore diocesano)
- Kirilo Mitrović † (1909 - 1920 nominato vescovo delle Bocche di Cattaro)
  - Gavrilo Dožić † (1920 - 1926) (amministratore diocesano)
- Nektarije Krulj † (1926 - 1928 nominato vescovo di Zvornik e Tuzla)
  - Gavrilo Dožić † (1928 - 1931) (amministratore diocesano)

### Vescovi titolari di Budimlja
- Nikolaj Jovanović † (1938 - 1939)
- Joanikije Lipovac † (1939 - 1940)
- Valerijan Stefanović † (1941 - 1947)

### Vescovi di Budimlja e della Polimlje
- Makarije Đorđević † (1947 - 1955)
  - German Đorić † (1955 - 1956) (amministratore diocesano)

### Vescovi titolari di Budimlja
- Andrej Frušić † (1959 - 1961)
- Joanikije Mićović (1999 - 2001)

### Vescovi di Budimlja e Nikšić
- Joanikije Mićović (2001 - 2021 nominato metropolita del Montenegro e del Litorale)
- Metodije Ostojić, dal 29 maggio 2021

## Monasteri

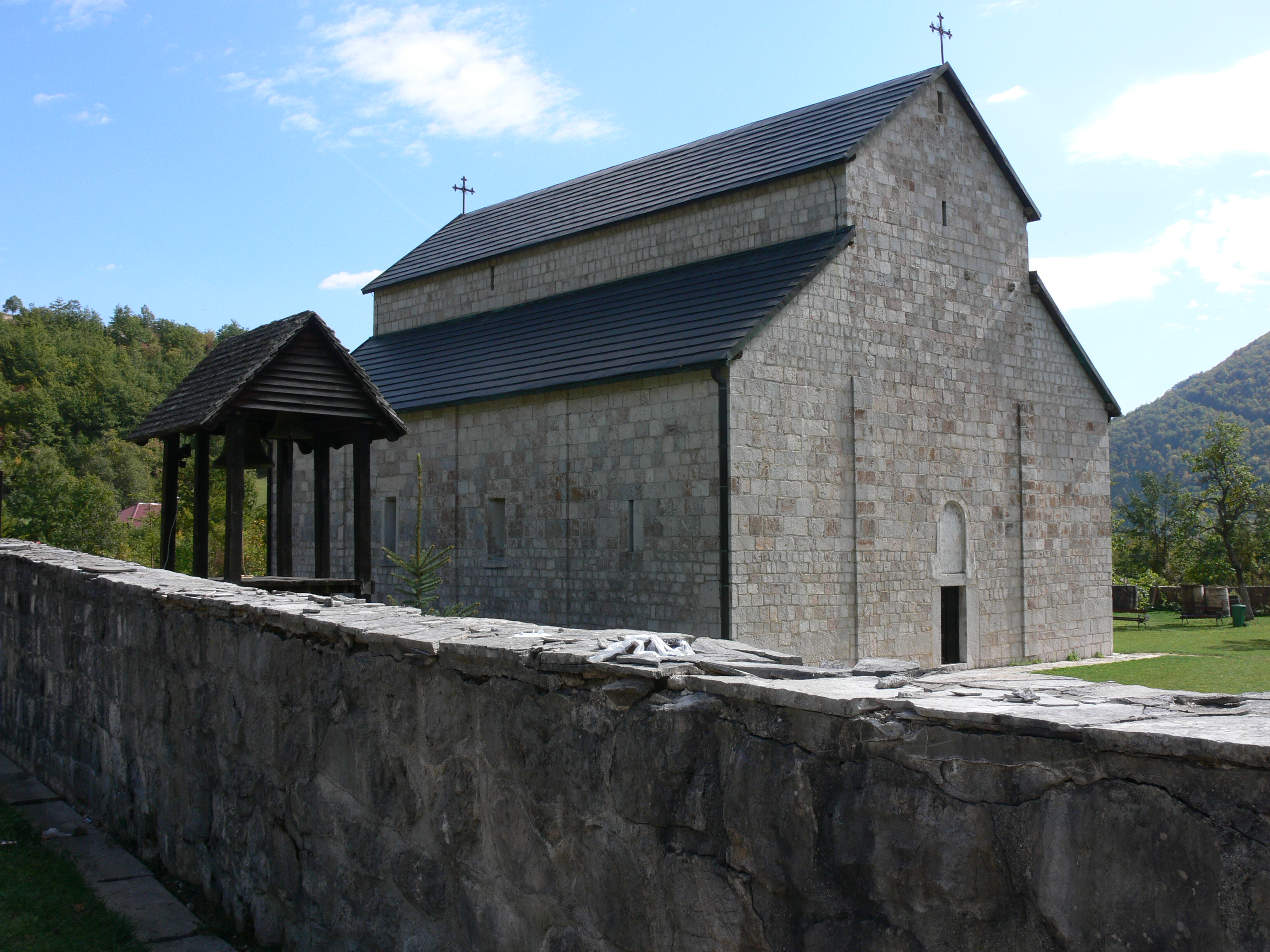
Monastero di Piva

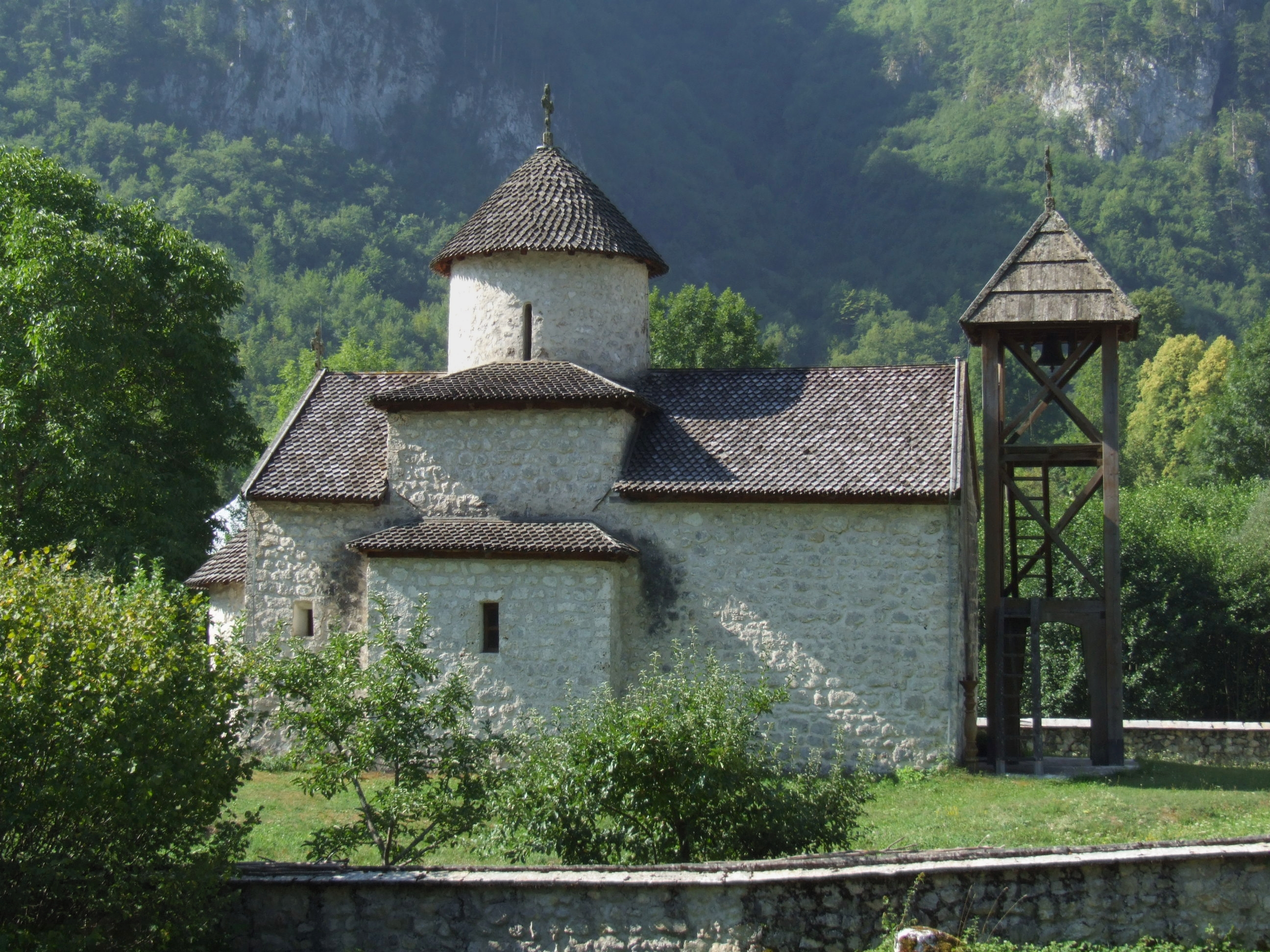
Monastero di Dobrilovina

L'eparchia di Budimlja e Nikšić comprende i seguenti monasteri:
- Monastero di Bijela
- Monastero di Bliškova
- Monastero di Brezojevica
- Monastero di Voljavac
- Monastero di Dobrilovina
- Monastero Đurđevi Stupovi
- Monastero di Zagrađe
- Monastero di Zlateš
- Monastero di Kaludra
- Monastero di Kičava
- Monastero di Kosijerevo
- Monastero di Majstorovina
- Monastero di Nikoljac
- Monastero di Piva
- Monastero di Podvrh
- Monastero di Podmalinsko
- Monastero di Samograd
- Monastero di San Luca
- Monastero di San Sava
- Monastero di Somina
- Monastero di Uroševica
- Monastero di Crnča
- Monastero di Šudikova